# Franco Muñoz
Franco Martín Muñoz Rodríguez, noto semplicemente come Franco Muñoz (Santa Lucía, 6 febbraio 1999), è un calciatore uruguaiano, centrocampista del Central Español.

## Carriera
Cresciuto nel settore giovanile della Juventud, ha debuttato in prima squadra l'8 ottobre 2017 disputando l'incontro di  Primera División Profesional vinto 3-2 contro il Cerro.